# Zebilla
Zebilla jest miastem i stolicą dystryktu Bawku West w Regionie Północno-Wschodnim w Ghanie.